# حزب العمال الكردستاني
حزب العمال الكردستاني اختصارًا PKK (بالكردية: پارتی كرێكارانی كوردستان، partiya karkerên Kurdistan) جماعة مسلحة كُرديّة يسارية أسسها عبد الله أوجلان. نشأ في السبعينات في منطقة كردستان تركيا كحركة انفصالية بمزيج فكري بين القومية الكردية والثورية الاشتراكية تسعى لإقامة دولة ماركسية لينينية في كردستان. في 1 مارس 2025، أعلن حزب العمال الكردستاني وقف إطلاق النار مع تركيا. وحل الحزب نفسه في 12 مايو 2025.
في مطلع الثمانينيات دخلت في صراع مسلح مع الدولة التركية بغية نيل حقوق ثقافية وسياسية وتقرير المصير لكرد تركيا. استمرت المواجهة حتى نهاية التسعينات، إلى أن اعتقلت تركيا زعيم الحزب عبدالله أوجلان ودخل الحزب مرحلة جديدة من النزاع. وتغير برنامجه الرسمي من إقامة دولة كردية مستقلة إلى الحكم الذاتي وزيادة الحقوق السياسية والثقافية للأكراد داخل تركيا.
يصنف حزب العمال كمنظمة إرهابية على لوائح الولايات المتحدة والمملكة المتحدة والاتحاد الأوروبي وتركيا وإيران وسوريا وأستراليا. بينما رفضت الأمم المتحدة ودول أخرى كروسيا والصين وسويسرا ومصر والهند تصنيف الحزب كمنظمة إرهابية.
انخرط حزب العمال الكردستاني في اشتباكات مسلحة مع قوات الأمن التركية منذ عام 1979، لكن التمرد الكامل لم يبدأ إلا في 15 أغسطس 1984، عندما أعلن حزب العمال الكردستاني عن انتفاضة كردية. منذ بدء الصراع، لقي أكثر من 40 ألف شخص حتفهم، معظمهم من المدنيين الأكراد. وقامت تركيا بإخلاء القرى الكردية منذ 1984 في محاولة للقضاء على مسلحي حزب العمال الكردستاني. في عام 1999، قُبض على زعيم حزب العمال الكردستاني عبد الله أوجلان. في مايو 2007، أسس أعضاء في حزب العمال الكردستاني اتحاد مجتمعات كردستان، وهي منظمة شاملة للمنظمات الكردية في كردستان تركيا والعراق وإيران وسوريا. في عام 2013، في عهد رئيس الوزراء رجب طيب أردوغان أعلن حزب العمال الكردستاني وقف إطلاق النار وبدأ في سحب مقاتليه ببطء إلى كردستان العراق كجزء من عملية السلام مع الدولة التركية. وانهار وقف إطلاق النار في يوليو 2015. وقد اتُهم بالانخراط في تكتيكات إرهابية واستهداف المدنيين، وقصف مراكز المدن وتجنيد الأطفال، ونفذ عدة هجمات أدت إلى مقتل مدنيين.
في فبراير 2025، حث زعيم حزب العمال الكردستاني عبد الله أوجلان -في بيان قرأه نواب حزب اليسار الأخضر المؤيد للأكراد- جميع أعضاء المجموعة على إلقاء السلاح وحل المنظمة إلى الأبد. كما دعا إلى تحالف بين الأتراك والأكراد وإلى التعايش السلمي، مستشهدًا بالنهج السياسي الإيجابي للرئيس رجب طيب أردوغان ودعوات السلام التي أطلقها حزب الحركة القومية بقيادة دولت بهجلي. رحب الرئيس التركي رجب طيب أردوغان بإعلان حزب العمال الكردستاني وقف إطلاق النار بعد صراع دام 40 عامًا، لكنه حذر من أن تركيا ستظل مستعدة لمواصلة القتال ما لم يُحلّ الحزب المحظور بالكامل. وفي الفترة ما بين 5 و7 مايو، انعقد المؤتمر الثاني عشر لحزب العمال الكردستاني. وأعلنت الحزب حل نفسه في 12 مايو 2025.

## الحزب تنظيمًا
تأسس حزب العمال الكردستاني في 27 نوفمبر 1978 بطريقة سرية على يد مجموعة من الطلاب الماركسيين غير المؤثرين في الساحة السياسية الكردية، بينهم عبد الله أوجلان الذي اختير رئيسا للحزب، وبلغ أوج قوته في تسعينات القرن العشرين حيث تجاوز عدد عناصر الحزب العشرة آلاف مقاتل.
على الرغم من أن حزب العمال الكردستاني كان له العديد من الممثلين البارزين في مختلف البلدان مثل العراق وإيران وسوريا وروسيا وأوروبا، إلا أن عبد الله أوجلان ظل الزعيم بلا منازع للحزب. واليوم، ورغم قضاءه عقوبة السجن مدى الحياة، لا يزال أوجلان يُعتبر الزعيم الفخري والزعيم الرمز للحزب.
ترأس مراد قرايلان الحزب من عام 1999 إلى عام 2013. وفي عام 2013، تولى جميل بايق وبيسي هوزات أول قيادة مشتركة. وكان جميل بايق أحد القادة الأساسيين منذ تأسيسه. وقد عين الحزب "الدكتور باهوز"، وهو الاسم الحركي لباهوز إردال، وهو كردي سوري، مسؤولاً عن العمليات العسكرية للحركة، مما يدل على التضامن طويل الأمد بين الأكراد.

### الجناح السياسي والشعبي
في عام 1985، تأسست جبهة التحرير الوطني الكردستانية كجناح شعبي له، مع دور في إنشاء الدعاية للحزب، وكمنظمة مظلة لمنظمات حزب العمال الكردستاني في قطاعات مختلفة من السكان الأكراد، مثل الفلاحين والعمال والشباب والنساء. لكنها حُلت في عام 1999، بعد القبض على عبد الله أوجلان.
في عام 1983، تأسست جمعية الفنانين الأكراد (هونركوم) في ألمانيا. وتنتشر أنشطتها في المراكز المجتمعية الكردية في فرنسا وألمانيا وهولندا . في عام 1994 تم تغيير اسم هونركوم إلى "الأكاديمية الكردية للثقافة والفنون". كانت أغاني كوما بيركويدان، والتي كانت في كثير من الأحيان تتحدث عن مقاومة حزب العمال الكردستاني، محظورة في تركيا وكان لا بد من تهريبها عبر الحدود.

### الجناح المسلح
كان لحزب العمال الكردستاني جناح مسلح، نشأ في الأصل عام 1984 تحت اسم كتائب حرية كردستان (الكردية: Hêzên Rizgariya Kurdistan, HRK), أعيدت تسميته إلى جيش التحرير الشعبي الكردستاني (الكردية: Arteşa Rizgariya Gelî Kurdistan, ARGK) عام 1986، وأعيد تسميته مرة أخرى إلى قوات الدفاع الشعبي (الكردية: Hêzên Parastina Gel، HPG) في عام 1999.

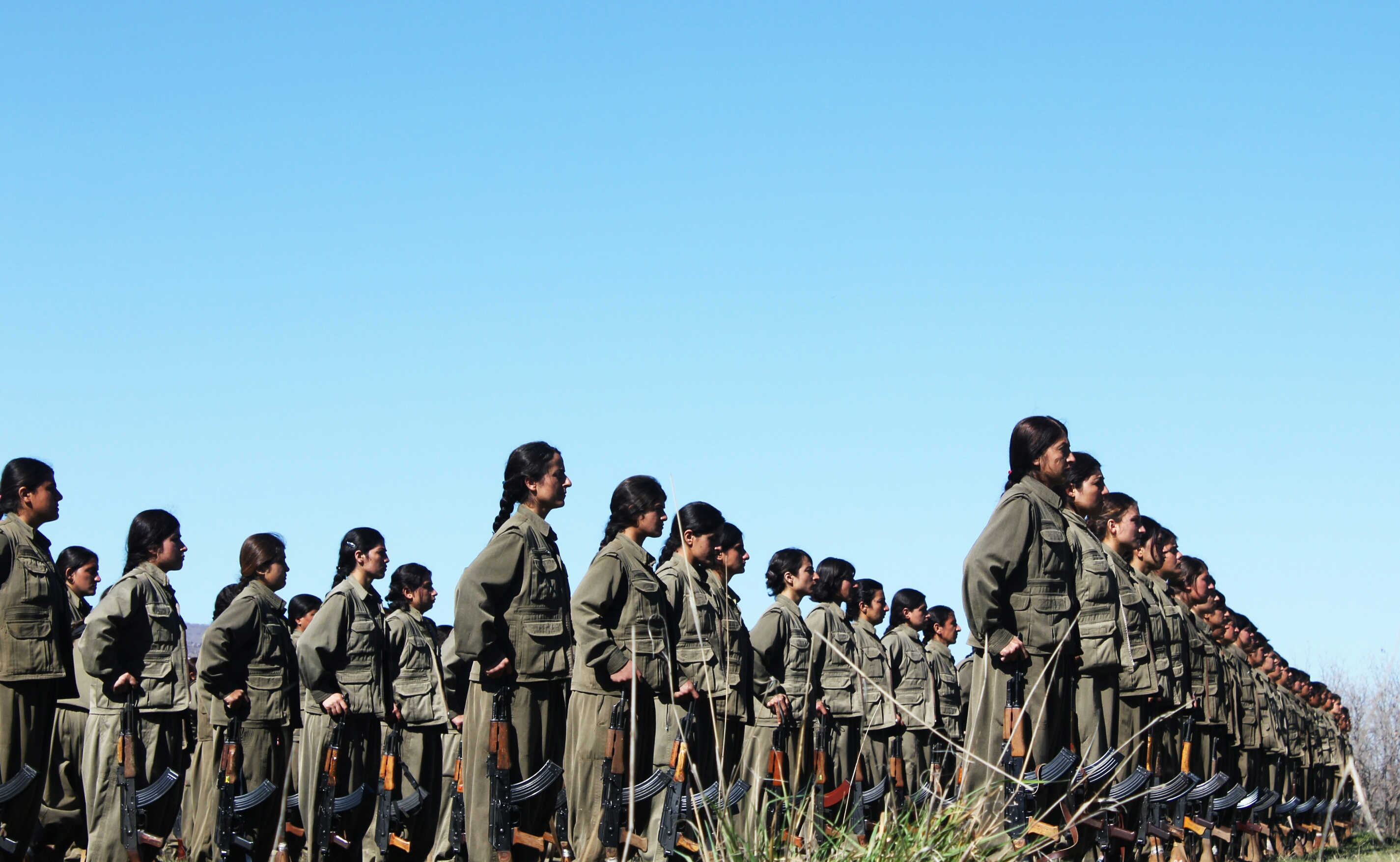
مقاتلات حزب العمال الكردستاني من وحدات المرأة الحرة.

### الجناح المسلح النسائي
تأسست وحدات المرأة الحرة (الكردية: Yekîneyên Jinên Azad ên Star) في عام 2004 باعتبارها الجناح المسلح النسائي لحزب العمال الكردستاني، مؤكدة على قضية تحرير المرأة.

### الجناح الشبابي
وحدات الحماية المدنية (YPS) هي خليفة حركة الشباب الثوري الوطني (YDG-H)، الجناح الشبابي لحزب العمال الكردستاني. في فبراير 2016، أفادت وكالة فرات للأنباء بتأسيس فرع النساء الشبابية، وهي YPS-Jin.

### معسكرات التدريب
أنشأ الحزب معسكرات التدريب الأولى في عام 1982 في تركيا والعراق وسوريا وإيران وأيضًا في وادي البقاع بدعم من حكومة حافظ الآسد السورية. وفي المؤتمر الثالث للحزب في أكتوبر 1986، أنشأ حزب العمال الكردستاني أكاديمية محسوم كوركماز في سهل البقاع. وبعد أن ضغطت تركيا على سوريا لإغلاقها في عام 1992، انتقلت الأكاديمية إلى دمشق. بعد الحرب الإيرانية العراقية والحرب الأهلية الكردية، نقل حزب العمال الكردستاني جميع معسكراته إلى شمال العراق في عام 1998. وكان حزب العمال الكردستاني قد انتقل أيضاً بشكل كامل من سهل البقاع إلى جبال قنديل، تحت ضغط مكثف، بعد أن طردت سوريا أوجلان وأغلقت جميع المعسكرات التي أقيمت في المنطقة. في ذلك الوقت، كانت شمال العراق تعاني من فراغ السيطرة بعد عملية "توفير الراحة" المرتبطة بحرب الخليج. وبدلاً من معسكر تدريب واحد يمكن تدميره بسهولة، أنشأ الحزب العديد من المعسكرات الصغيرة. خلال هذه الفترة، أنشأ الحزب جيبًا عاملًا بكامل طاقته مع معسكرات تدريب ومرافق تخزين ومراكز استطلاع واتصالات.
وفي عام 2007، ورد أن المنظمة لديها معسكرات منتشرة في الجبال الممتدة على طول الحدود بين تركيا والعراق، بما في ذلك في سيناهت، وحفتانين، وكانيماسي، وزاب. تتمتع المعسكرات الدائمة الأخرى في جبال قنديل في العراق ببنية أساسية أكثر تطوراً، بما في ذلك مستشفى ميداني ومولدات كهربائية ونسبة كبيرة من الإمدادات القاتلة وغير القاتلة لحزب العمال الكردستاني. وتستخدم المنظمة أيضًا معسكرات جبال قنديل في أنشطتها السياسية. وفي عام 2004، أفادت التقارير بوجود معسكر تدريب سياسي آخر في بلجيكا، وهو ما يشكل دليلاً على أن المنظمة استخدمت معسكرات تدريب في أوروبا للتدريب السياسي والأيديولوجي.

### التمثيل السياسي
يعتمد حزب العمال الكردستاني على الدعم من الاحتجاجات والمظاهرات التي غالبًا ما تكون موجهة ضد سياسات الحكومة التركية. كما خاض حزب العمال الكردستاني حربًا إقليمية ضد منظمات إسلامية كردية وتركية أخرى في تركيا.
وكان لحزب العمال أحزاب متعاطفة في البرلمان التركي منذ أوائل تسعينيات القرن العشرين. وكان وجود روابط مباشرة بين الأحزاب وحزب العمال الكردستاني موضع تساؤل عدة مرات في السياسة التركية وفي المحاكم التركية والأوروبية. بالتتابع، تعرضت أحزاب مثل حزب العمل الشعبي، وحزب ديمقراطية الشعب، وحزب المجتمع الديمقراطي وحزب السلام والديمقراطية، التي غيرت اسمها لاحقًا إلى حزب المناطق الديمقراطية في 11 يوليو 2014، بالإضافة إلى حزب الشعوب الديمقراطي ثم حزب المناطق الديمقراطية لانتقادات بسبب تعاطفها مع حزب العمال الكردستاني، حيث رفضت وصفه بأنه جماعة إرهابية.
يُحظر على المنظمات السياسية التي تأسست في تركيا الترويج للانفصال أو دعمه. وتشير التقارير إلى حظر العديد من الأحزاب السياسية الداعمة لحقوق الأكراد تحت هذه الذريعة. وذكرت المحكمة الدستورية أنها وجدت روابط مباشرة بين حزب العمل الشعبي وحزب العمال الكردستاني. وفي عام 2007، رُفعت دعوى إغلاق أمام المحكمة الدستورية ضد حزب المجتمع الديمقراطي، مما أدى إلى إغلاقه في 11 ديسمبر 2009. في عام 2021، رُفعت قضية إغلاق ضد حزب الشعوب الديمقراطي، حيث اتُهم الحزب بالارتباط بحزب العمال الكردستاني.
وقد سُجن العديد من البرلمانيين وغيرهم من الممثلين المنتخبين بسبب التحدث باللغة الكردية، أو حمل ألوان كردية، أو "تشجيع الانفصال" المزعوم، ومن أشهرهم ليلى زانا. وقد أدانت المحكمة الأوروبية لحقوق الإنسان تركيا في مناسبات عديدة لاعتقالها وإعدامها للكتاب والصحفيين والسياسيين الأكراد. وفي الفترة ما بين عامي 1990 و2006، حُكم على تركيا بدفع تعويضات بقيمة 33 مليون يورو في 567 قضية. وكانت أغلب الحالات مرتبطة بأحداث وقعت في جنوب شرق الأناضول. وفي العراق يقال أن الحزب السياسي "تيفكيرا آزادي" قريب من حزب العمال الكردستاني.

### حجم القوات
في عام 2008، ووفقاً للمعلومات المقدمة من برنامج موارد الاستخبارات التابع لاتحاد العلماء الأميركيين، فإن قوة الحزب من حيث عدد القوات تتكون من حوالي 4000 إلى 5000 مسلح، منهم 3000 إلى 3500 موجودون في شمال العراق. ومع موجة القتال الجديدة منذ عام 2015 فصاعدًا، قال المراقبون إن الدعم النشط لحزب العمال الكردستاني أصبح "ظاهرة جماعية" في المدن ذات الأغلبية الكردية في جنوب شرق جمهورية تركيا، مع انضمام أعداد كبيرة من الشباب المحليين إلى الجماعات المسلحة المحلية التابعة لحزب العمال الكردستاني.

## التوجهات الفكرية والسياسية
كانت أيديولوجية حزب العمال الكردستاني في الأصل عبارة عن اندماج بين الاشتراكية الثورية والماركسية اللينينية مع القومية الكردية ، سعياً إلى تأسيس كردستان المستقلة. تأسس حزب العمال الكردستاني كجزء من السخط المتزايد إزاء قمع الأكراد في تركيا، في محاولة لتأسيس حقوق لغوية وثقافية وسياسية للأقلية الكردية. وفي أعقاب الانقلاب العسكري عام 1980، حظرت اللغة الكردية رسميًا في الحياة العامة والخاصة. واعتقل وسجن العديد من الذين تحدثوا أو نشروا أو غنوا باللغة الكردية. أنكرت الحكومة التركية حينها وجود الأكراد، وصُوِّر حزب العمال الكردستاني على أنه يحاول إقناع الأتراك بأنهم أكراد. تراجع الحزب عن مطلبه بالاستقلال في التسعينات، وصار يدعو إلى حصول الأكراد على الحكم الذاتي في تركيا. ورغم توجهه اليساري فإنه لم يحصل، بحسب مصادره الخاصة، على تمويل من المنظومة الاشتراكية، بل اعتمد في تمويل عملياته وإعداد مقاتليه على مصادره الخاصة، فيما تتهمه الأوساط التركية بأن تمويله مشبوه وغير شرعي.

### الدين
يُلاخظ عدم وجود عضو إسلامي أو متدين معروف بين قيادات حزب العمال الكردستاني. بينما دعا الحزب في مناطقه إلى إصامة صلاة الجمعة باللغة الكردية بدلاً من اللغة التركية. كذلك لم تكن كتابات أوجلان المبكرة تحمل وجهة نظر إيجابية عن الإسلام، ولكن الأعمال اللاحقة كانت ذات نبرة أكثر إيجابية، وخاصة في رؤيته أن للنبي محمد نشاطًا ثوريًا ملهمًا ضد النظام القائم، فضلاً عن الدور الذي يمكن أن يلعبه الإسلام في المصالحة بين الأكراد والأتراك. واتُهم حزب العمال الكردستاني بالتواجد في المساجد في ألمانيا لجذب الأكراد المسلمين المتدينين إلى صفوفه. وكان أوجلان يحترم الزرادشتية ويعتبرها أول دين للأكراد.

## مواضيع شائكة

### التمويل
ينظم الحزب الحفلات والحفلات الموسيقية من قبل مجموعات فرعية. وبحسب مكتب الشرطة الأوروبية (يوروبول)، يقوم الحزب بجمع الأموال من أعضائه تحت مسمى "التبرعات" و"رسوم العضوية"، والتي تعتبرها السلطات ابتزازًا حقيقيًا وفرضًا للضرائب غير القانونية. هناك أيضًا مؤشرات على أن المنظمة متورطة بشكل نشط في غسيل الأموال، والمخدرات غير المشروعة، والاتجار بالبشر، فضلاً عن الهجرة غير الشرعية داخل وخارج الاتحاد الأوروبي لتمويل أنشطتها وتشغيلها.
وقد وُثِّق تورط حزب العمال الكردستاني في تجارة المخدرات منذ تسعينيات القرن العشرين. ويشير تقرير صادر عن الإنتربول في عام 1992 إلى أن حزب العمال الكردستاني، إلى جانب ما يقرب من 178 منظمة كردية، مشتبه بتورطها في تجارة المخدرات غير المشروعة. وقد صنفت وزارة الخزانة الأمريكية أعضاء حزب العمال الكردستاني على أنهم من مهربي المخدرات. وقد ردد المكتب الاتحادي لحماية الدستور، وهو وكالة الأمن الداخلي في ألمانيا، هذا التقرير في تقريره السنوي لعام 2011 بشأن حماية الدستور، حيث ذكر أنه على الرغم من تصنيف وزارة الخزانة الأميركية للمنظمة، "لم يكن هناك أي دليل على أن الهياكل التنظيمية لحزب العمال الكردستاني متورطة بشكل مباشر في الاتجار بالمخدرات".
في 14 أكتوبر 2009، استهدف مكتب مراقبة الأصول الأجنبية التابع لوزارة الخزانة الأميركية كبار قادة حزب العمال الكردستاني، فصنف مراد قرايلان، زعيم الحزب، وعضوين رفيعي المستوى هما علي رضا ألتون وزبير أيدار، باعتبارهم مهربي مخدرات أجانب بناء على طلب تركيا. في 20 أبريل 2011، أعلنت وزارة الخزانة الأميركية عن تصنيف مؤسسي حزب العمال الكردستاني جميل بايق ودوران كالكان وأعضاء آخرين رفيعي المستوى باعتبارهم تجار مخدرات مصنفين بشكل خاص بموجب قانون تصنيف زعماء المخدرات الأجانب. وبموجب قانون كينغ بين، فإن هذا التصنيف يجمد أي أصول قد يمتلكها الأشخاص المعينون بموجب الولاية القضائية الأمريكية، ويحظر على الأشخاص الأمريكيين إجراء معاملات مالية أو تجارية مع هؤلاء الأفراد. في الأول من يناير/كانون الثاني 2012، أعلن مكتب مراقبة الأصول الأجنبية التابع لوزارة الخزانة الأميركية عن تصنيف الأفراد المقيمين في مولدوفا زين الدين جيليري، وسيركيز أكبولوت، وعمر بوزتيبي، باعتبارهم تجار مخدرات مخصصين بشكل خاص للاتجار بالمخدرات نيابة عن حزب العمال الكردستاني في أوروبا. وبحسب مكتب مراقبة الأصول الأجنبية.

### الدعم الدولي
يُزعم أن المنظمة تلقت الدعم من مجموعة من البلدان. وفقًا لتركيا، فإن الدول التي تلقى حزب العمال الكردستاني الدعم منها سابقًا أو حاليًا تشمل: اليونان، قبرص، إيران، العراق، روسيا، سوريا، فنلندا، السويد والولايات المتحدة. ثم تغير مستوى الدعم المقدم. وحدث الاتفاق على التعاون بين حزب العمال الكردستاني والجيش السري الأرمني لتحرير أرمينيا في أبريل 1980 في صيدا، لبنان.

### تصنيفه كمنظمة إرهابية

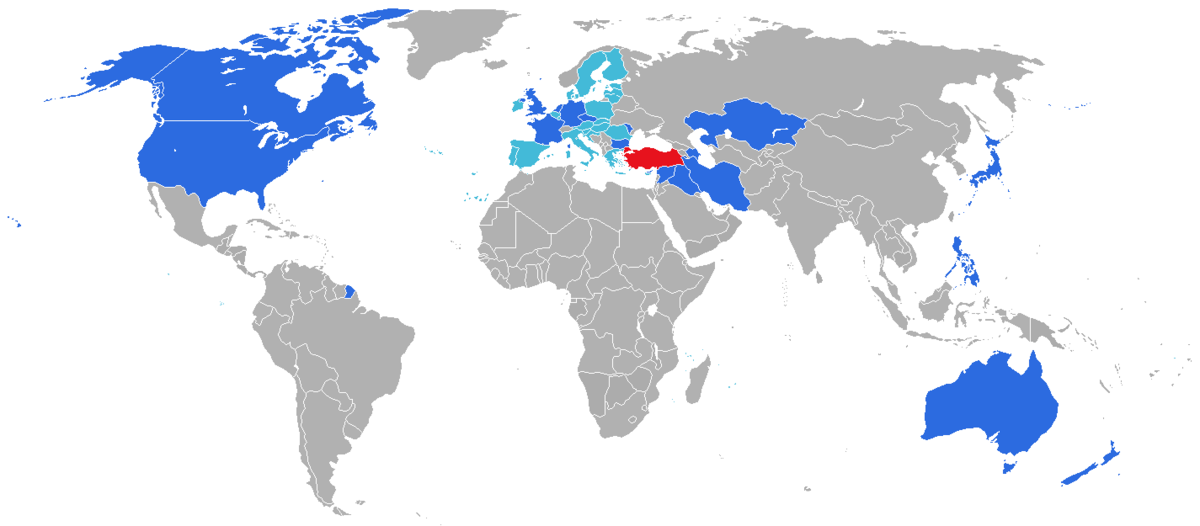
الدول التي تعتبر حزب العمال الكردستاني منظمة إرهابية.

في ثمانينيات القرن العشرين، صنفت
```
الحكومة السويدية برئاسة 
أولوف بالمه
 حزب العمال الكردستاني كمنظمة إرهابية.
[
105
]
 بعد 
اغتيال بالمه
 عام 1986، اعتُبر حزب العمال الكردستاني مشتبهًا به محتملًا - ومع ذلك، سرعان ما تم التخلي عن هذه النظرية وفي سبتمبر 2020، أعلن المدعي العام كريستر بيترسون أنه يعتقد أنه عثر على القاتل،
[
106
]
 وأغلق القضية لأن ذلك الشخص لم يعد على قيد الحياة.
[
107
]
```

في عام 1994، حظرت ألمانيا أنشطة حزب العمال الكردستاني.
صُنفت وزارة الخارجية الأمريكية حزب العمال الكردستاني كمنظمة إرهابية أجنبية منذ عام 1997. في عام 2016، وصف نائب الرئيس الأمريكي جو بايدن حزب العمال الكردستاني بأنه جماعة إرهابية "بكل بساطة" وقارنه بتنظيم الدولة الإسلامية. في عام 2018، عرضت الولايات المتحدة أيضًا قرضًا بقيمة 12 مليار دولار. مليون دولار مكافأة لمن يدلي بمعلومات عن ثلاثة من قادة حزب العمال الكردستاني.
كما صنف الاتحاد الأوروبي حزب العمال الكردستاني كمنظمة إرهابية من قبل لأول مرة في عام 2002، وفي 3 أبريل 2008 أمرت محكمة الدرجة الأولى بإزالته من قائمة الإرهاب الخاصة بالاتحاد الأوروبي على أساس أن الاتحاد الأوروبي فشل في تقديم مبرر مناسب لإدراجه في المقام الأول. ومع ذلك، رفض مسؤولو الاتحاد الأوروبي الحكم، مشيرين إلى أن حزب العمال الكردستاني سوف يظل على القائمة بغض النظر عن القرار القانوني. في عام 2011 جدد الاتحاد الأوروبي قائمته الرسمية لحزب العمال الكردستاني كمجموعة أو كيان خاضع "لتدابير محددة [من جانب الاتحاد الأوروبي] لمكافحة الإرهاب" بموجب سياسته الخارجية والأمنية المشتركة. في عام 2018، أفاد محامو حقوق الإنسان في براكين دوليفيرا أن حزب العمال الكردستاني فاز بقضية أخرى ضد إدراجه كمنظمة إرهابية من قبل الاتحاد الأوروبي، لكن حزب العمال الكردستاني ظل على القائمة لأن الحكم يتعلق فقط بالسنوات من 2014 حتى 2017.
حزب العمال الكردستاني هو أيضًا منظمة محظورة في المملكة المتحدة بموجب قانون الإرهاب لعام 2000؛ استخدمت رئيسة الوزراء البريطانية آنذاك تيريزا ماي عبارة "الإرهاب الكردي" في عام 2018.
وقد أدرجت البلدان والمنظمات الأخرى التالية حزب العمال الكردستاني رسميًا كمنظمة إرهابية أو صنفته على هذا النحو: أستراليا،  النمسا،  أذربيجان،  كندا،  جمهورية التشيك،  إيران،  اليابان،  كازاخستان،  قيرغيزستان،  نيوزيلندا،  إسبانيا،  سوريا  والعراق.
في مايو 2022، قدمت فنلندا والسويد طلبات للانضمام إلى حلف شمال الأطلسي رداً على غزو أوكرانيا، وعارضت تركيا انضمامهما إلى التحالف ما لم يتخذا إجراءات صارمة ضد شبكات حزب العمال الكردستاني وحزب الاتحاد الديمقراطي (سوريا) ووحدات حماية الشعب (YPG) المحلية. في 28 يونيو، وهو اليوم الأول من قمة حلف شمال الأطلسي لعام 2022 في مدريد، خفف الوفد التركي من معارضته لطلبات عضوية فنلندا والسويد في حلف شمال الأطلسي، ووقع مذكرة ثلاثية تناولت مخاوف تركيا بشأن صادرات الأسلحة والعلاقات الكردية. وأكدت فنلندا والسويد أن حزب العمال الكردستاني هو "منظمة إرهابية". في 30 يونيو 2022، قال الرئيس التركي رجب طيب أردوغان إن السويد قدمت "وعدًا" بتسليم "73 إرهابيًا" مطلوبين من قبل تركيا.

### الانتقادات
واجه حزب العمال الكردستاني إدانة من بعض الدول ومنظمات حقوق الإنسان بسبب قتله للمعلمين والموظفين المدنيين، واستخدامه للانتحاريين، وتجنيد الأطفال. وبحسب مركز أبحاث السياسة الاقتصادية والنقدية في أنقرة، فإن دراسة استقصائية أجريت باستخدام بيانات من 1362 مقاتلاً من حزب العمال الكردستاني الذين فقدوا أرواحهم بين عامي 2001 و2011 قدرت أن 42% من المسلحين تم تجنيدهم تحت سن 18 عاماً، مع حوالي 9% تحت سن 15 عاماً وقت التجنيد. وأعلن حزب العمال الكردستاني أنه سيحظر تجنيد الأطفال دون سن 16 عامًا بالإضافة إلى إبقاء الأطفال الذين تتراوح أعمارهم بين 16 و18 عامًا بعيدًا عن القتال. وثقت هيومن رايتس ووتش 29 حالة تجنيد لأطفال في قوات الدفاع الشعبي (الجناح المسلح لحزب العمال الكردستاني) ووحدات مقاومة سنجار منذ عام 2013. وكذلك تجنيد بعض الأطفال وهم دون سن الخامسة عشرة، وهو ما يشكل جريمة حرب وفقاً للقانون الدولي.

## التاريخ

### الثمانينيات والتسعينات
بدأ الحزب نشاطه العسكري عام 1984، واتخذ مقاتلوه من كردستان العراق منطقة لحماية قواعدهم الخلفية، كما أقاموا تحالفا مع الحزب الديمقراطي الكردستاني العراقي بزعامة مسعود برزاني. شهد عقدا الثمانينيات والتسعينيات من القرن العشرين أكثر فترات الصراع الدموي بين الأكراد والجيش التركي خصوصاً بعد الاضطرابات التي شهدتها تركيا في يوليو 1980، والتي اضطرت بالمواطنين الأكراد للهروب إلى الدول الأخرى. وانضم الأكراد الذين لجؤوا إلى سوريا إلى مخيمات اللجوء الفلسطينية. وشرع الذين لجؤوا إلى أوروبا بشرح القضية الكردية في الجامعات ومنظمات المجتمع المدني. في حين ظلّ الأكراد المتبقّون في تركيا في سجون ديار بكر العسكرية. وقبل فترة قصيرة من أحداث 12 سبتمبر استقرّ أوجلان في دمشق وبدأ بإدارة تنظيمه من هناك.
عُقِد مؤتمر حزب العمال الكردستاني الأول في سوريا في الفترة 15-25 يوليو 1981، وحضر المؤتمر حوالي 60 عضواً من أعضاء التنظيم. وبناءًا على طلب الرئيس السوري في ذلك الحين حافظ الأسد، خرج الحزب من سوريا واستقرّ في شمال العراق. وبعد المؤتمر الثاني لحزب العمال الكردستاني بسوريا في عام 1984، بدأ التنظيم بالتجهيز لشن عملية مسلحة ضدّ أهداف عسكرية، خاصة في مدن هكاري وماردين وسيرت، لتكون أولى عملياته المسلحة في هكاري.
استمرت العمليات المسلحة التي شنها الحزب، وبعد انتهاء مؤتمره الثالث زادت هجماته على المباني الحكومية والمؤسسات العامة إلى جانب الأهداف العسكرية. وأعلنت الحكومة التركية حالة الطوارئ في عام 1987. وخلال هذه الفترة، قام التنظيم بتنفيذ اقتحامات في عدد من القرى في شرق تركيا بدعم من حكومات سوريا ولبنان وشمال العراق واليونان وروسيا.
تلقى الحزب ضربة قاضية عام 1999 باعتقال زعيمه عبد الله أوجلان، وسجنه في تركيا بتهمة الخيانة. طلب أوجلان عام 2013 بوقف إطلاق النار وحث الحزب على الانسحاب من المناطق التركية، في اعلان وصفه «بالتاريخي»، لكن وقف اطلاق النار انتهى عام 2015 عندما شنت تركيا غارات جوية ضد معسكرات حزب العمال شمالي العراق.
تذهب بعض الإحصاءات إلى أن مجموع من قتلهم المسلحون الأكراد يبلغ أربعين ألف شخص. ولم تقتصر عمليات مسلحي حزب العمال العسكرية على الجيش التركي بل شملت مدنيين أتراك وأكراد، خصوصا من المتعاونين مع الحكومة التركية، كما شملت بعض السائحين الأجانب. وقد وجهوا ضرباتهم لبعض المصالح التركية في البلدان الغربية. في المقابل يتهم الحزب الجيش التركي بتدمير آلاف القرى الكردية وتهجير العديد من الأسر إلى تركيا.

### التمرد الثاني 2004-2006
ذكرت أنقرة أن نحو ألفي مقاتل كردي عبروا إلى تركيا من مخابئهم في المناطق الجبلية بشمال العراق في أوائل يونيو 2004. وشهدت مناطق المنتجعات السياحية في غرب تركيا واسطنبول تفجيرات ومحاولات تفجير، بعضها أسفر عن سقوط ضحايا من المدنيين. وأعلنت جماعة كردية انفصالية متطرفة تطلق على نفسها اسم "صقور حرية كردستان" مسؤوليتها عن العديد من هذه الهجمات. والتي تسعى المنظمة إلى إنشاء كردستان المستقلة. وفي عام 2006 وحده، حصد حزب العمال الكردستاني أرواح أكثر من 500 شخص. في الأول من أكتوبر 2006، أعلن حزب العمال الكردستاني وقف إطلاق النار من جانب واحد، مما أدى إلى إبطاء شدة ووتيرة هجماته، ولكن الهجمات استمرت رداً على العمليات الهامة التي تشنها قوات الأمن التركية لمكافحة التمرد، وخاصة في جنوب شرق البلاد.

### وقف إطلاق النار وتجدد الصراع
في 13 أبريل/نيسان 2009، أعلن حزب العمال الكردستاني وقف إطلاق النار بعد فوز حزب المجتمع الديمقراطي بـ99 بلدية وبدأ الحديث عن المفاوضات. وفي 21 أكتوبر 2011 أعلن وزير الخارجية الإيراني علي أكبر صالحي أن إيران ستتعاون مع تركيا في بعض العمليات العسكرية ضد حزب العمال الكردستاني.
كان عام 2012 هو العام الأكثر عنفاً في الصراع المسلح بين الدولة التركية وحزب العمال الكردستاني منذ عام 1999. وتسببت الاشتباكات في مقتل 541 شخصا على الأقل، بينهم 316 مسلحا و282 جنديا. وعلى النقيض من ذلك، فقد 152 فردًا حياتهم في عام 2009 حتى بدأت الحكومة التركية المفاوضات مع قيادة حزب العمال الكردستاني. وقد ساهم فشل هذه المفاوضات في تأجيج العنف الذي اشتد بشكل خاص في عام 2012. وقد شجعت القوة المتصاعدة للأكراد السوريين حزب العمال الكردستاني على زيادة هجماته في العام نفسه.
وخلال الحرب الأهلية السورية، تمكن الأكراد في سوريا من إقامة سيطرتهم على منطقتهم بمساعدة حزب العمال الكردستاني وكذلك بدعم من حكومة إقليم كردستان في أربيل، تحت قيادة الرئيس مسعود بارزاني.

### عملية السلام 2013-2015
في أواخر عام 2012، بدأت الحكومة التركية محادثات سرية مع أوجلان للتوصل إلى وقف إطلاق النار. لتسهيل المحادثات، قام مسؤولون حكوميون بنقل رسائل بين أوجلان في السجن وزعماء حزب العمال الكردستاني في شمال العراق. في 21 مارس 2013، أُعلن عن وقف إطلاق النار. في 25 أبريل، أُعلن أن حزب العمال الكردستاني سيغادر تركيا. صرح القائد مراد قرايلان قائلاً: "في إطار الاستعدادات الجارية، سيبدأ الانسحاب في 8 مايو/أيار 2013. ستستخدم قواتنا حقها في الرد في حال وقوع هجوم أو عملية أو قصف ضد قواتنا المنسحبة، وسيتوقف الانسحاب فورًا." رحب إقليم كردستان العراق شبه المستقلة بفكرة اللاجئين من جارتها الشمالية.
وبدأ الانسحاب كما هو مخطط له مع قيام مجموعات من المقاتلين بعبور الحدود من جنوب شرق تركيا إلى شمال العراق. لكن القيادة العراقية في بغداد أعلنت أنها لن تقبل وجود أي جماعات مسلحة على أراضيها. وجاء في بيان رسمي أن "الحكومة العراقية ترحب بأي تسوية سياسية وسلمية". "[لكن] العراق لا يقبل دخول جماعات مسلحة إلى أراضيه يمكن استخدامها لضرب أمن العراق واستقراره." ويهدد احتمال وجود قوات كردية مسلحة في شمال العراق بزيادة التوترات بين المنطقة وبغداد، اللتين تشهدان بالفعل خلافات حول بعض مناطق إنتاج النفط. وسعى المتحدث باسم حزب العمال الكردستاني أحمد دنيز إلى تهدئة المخاوف قائلاً إن الخطة من شأنها أن تعزز الديمقراطية. وأضاف أن "عملية السلام لا تستهدف أحداً، ولا داعي للقلق من أن يأخذ الصراع شكلاً آخر ويشكل تهديداً للآخرين".
في 29 يوليو 2013، أصدر حزب العمال الكردستاني إنذارًا نهائيًا مفاده أن اتفاق السلام سوف يفشل إذا لم يتم البدء في تنفيذ الإصلاحات خلال شهر واحد. وفي أكتوبر، حذر جميل بايق من أنه إذا لم تستأنف تركيا عملية السلام، فإن حزب العمال الكردستاني سوف يستأنف عملياته للدفاع عن نفسه ضدها. كما انتقد تركيا لشن حرب بالوكالة ضد الأكراد خلال الحرب الأهلية السورية في قتال الأكراد للمعارضة السورية في سعيهم للسيطرة على شمال وشرق سوريا. وكجزء من الحرب الأهلية، ألقى العديد من مقاتلي حزب العمال الكردستاني أسلحتهم في تركيا وانتقلوا إلى سوريا، مما سهل إنشاء الإدارة الذاتية لشمال وشرق سوريا.

### التحرك ضد تنظيم الدولة الإسلامية في عام 2014
انخرط حزب العمال الكردستاني في قتال ضد قوات تنظيم الدولة الإسلامية في سوريا في منتصف يوليو 2014، كجزء من الحرب الأهلية السورية. في أغسطس، اشتبك حزب العمال الكردستاني مع تنظيم الدولة الإسلامية في شمال العراق. وفي سبتمبر 2014، أثناء حصار عين العرب كوباني، اشتبك بعض مقاتلي حزب العمال الكردستاني مع قوات تنظيم الدولة الإسلامية في سوريا، مما أدى إلى صراعات مع الأتراك على الحدود ونهاية وقف إطلاق النار الذي كان ساري المفعول لأكثر من عام. وشارك حزب العمال الكردستاني بدعم أمريكي في العديد من الهجمات ضد داعش في العراق وسوريا.

### يوليو 2015–مارس 2025: التمرد الثالث
في أغسطس 2015، أعلن حزب العمال الكردستاني أنه سيقبل بوقف إطلاق نار آخر مع تركيا فقط في ظل الضمانات الأمريكية. أدانت قيادة إقليم كردستان العراق الغارات الجوية التركية على منطقتها ذات الحكم الذاتي في شمال العراق.
وذكرت الحكومة التركية أن عدد الضحايا منذ 23 يوليو بلغ 150 ضابطًا تركياً وأكثر من 2000 من المتمردين الأكراد قتلوا (بحلول سبتمبر). في ديسمبر 2015، أدت العملية العسكرية التركية في جنوب شرق تركيا إلى مقتل مئات المدنيين ونزوح مئات الآلاف وتسببت في دمار هائل في المناطق السكنية.
في مارس 2016، ساعد حزب العمال الكردستاني في إطلاق حركة الشعوب المتحدة الثورية مع تسع مجموعات كردية وتركية ثورية يسارية واشتراكية وشيوعية أخرى بهدف الإطاحة بالحكومة التركية برئاسة رجب طيب أردوغان.
في نوفمبر 2022، وقع انفجار في شارع الاستقلال بمنطقة بك أوغلي في إسطنبول، مما أسفر عن مقتل ستة أشخاص على الأقل وإصابة 81 آخرين. اتهم وزير الداخلية سليمان صويلو رسميًا حزب العمال الكردستاني بالوقوف وراء الهجوم وأعلن عن اعتقال الانتحاري الذي زعم أن له صلات بالحزب وواحد وعشرين آخرين.
في يوم 21 نوفمبر 2022، وفي حوالي الساعة 11:00 صباحًا بتوقيت تركيا، استهدف هجوم بقذائف الهاون مدرسة ومنزلين وشاحنة في منطقة كاركاميش في غازي عنتاب. أودى الاعتداء بحياة صبي يبلغ من العمر 5 سنوات وامرأة تبلغ من العمر 22 عامًا، بينما أصيب ما بين 6 إلى 10 أشخاص بجروح.
في أكتوبر 2024، أعلن حزب العمال الكردستاني مسؤوليته، عن هجوم مميت على مقر شركة الصناعات الجوية والفضائية التركية، مما أسفر عن مقتل 5 أشخاص، بينهم أربعة مدنيين، وإصابة 22 آخرين. وفي أعقاب هذا الهجوم، نفذ سلاح الجو التركي غارات جوية استهدفت مواقع لحزب العمال الكردستاني في شمال سوريا والعراق. وأعلنت وزارة الدفاع التركية تدمير 32 هدفًا خلال هذه العمليات.
في نوفمبر 2024، ألقت الشرطة البريطانية القبض على سبعة أشخاص في لندن كجزء من تحقيق لمكافحة الإرهاب مرتبط بحزب العمال الكردستاني. وتم إجراء عمليات تفتيش في ثمانية مواقع، بما في ذلك المركز المجتمعي الكردي، الذي من المقرر إغلاقه لمدة تصل إلى أسبوعين. وأكدت السلطات للجمهور أنه لا يوجد تهديد وشيك وأبلغت المجتمع الكردي أن العملية تهدف إلى ضمان السلامة.

### حل الحزب
في فبراير 2025، حث زعيم حزب العمال الكردستاني عبد الله أوجلان جميع أعضاء المجموعة على إلقاء السلاح وحل المنظمة إلى الأبد. في بيان قرأه نواب حزب اليسار الأخضر المؤيد للأكراد، دعا أوجلان حزب العمال الكردستاني إلى عقد مؤتمره وإلقاء سلاحه وحل نفسه، بحجة أن الحزب "قد أكمل حياته مثل نظرائه ويستلزم حله". كما دعا إلى تحالف بين الأتراك والأكراد وإلى التعايش السلمي، مستشهدًا بالنهج السياسي الإيجابي للرئيس رجب طيب أردوغان ودعوات السلام التي أطلقها حزب الحركة القومية بقيادة دولت بهجلي. رحب الرئيس التركي رجب طيب أردوغان بإعلان حزب العمال الكردستاني وقف إطلاق النار بعد صراع دام 40 عامًا، لكنه حذر من أن تركيا ستظل مستعدة لمواصلة القتال ما لم يُحلّ الحزب المحظور بالكامل.
وفي الفترة ما بين 5 و7 مايو، انعقد المؤتمر الثاني عشر لحزب العمال الكردستاني. وأعلنت الحزب حل نفسه في 12 مايو 2025. وحظي القرار بتقدير السلطات التركية. ووصف الرئيس أردوغان هذا الأمر بأنه "مهم"، مشيرا إلى أنهم الآن "تجاوزوا عتبة حرجة أخرى" نحو هدف تركيا الخالية من الإرهاب. ووصف وزير الخارجية خاقان فيدان حل حزب العمال الكردستاني نفسه بأنه "قرار تاريخي ومهم"، قائلاً إنه "سيتم اتخاذ خطوات عملية بعد ذلك".

## وصلات خارجية
- الموقع الرسمي لقوات الدفاع
- العمال الكردستاني.. تاريخ العمليات الجزيرة نت، 20 أكتوبر 2011

1. ↑  تتراوح التقديرات بين 4000 إلى 7000 عضو.[2][3][4]